# Exoprosopa mara
Exoprosopa mara är en tvåvingeart som först beskrevs av Walker 1849.  Exoprosopa mara ingår i släktet Exoprosopa och familjen svävflugor. Inga underarter finns listade i Catalogue of Life.